# BMD-1
BMD-1 (ryska: Боевая Машина Десанта БМД-1) är en rysk amfibisk pansarskyttebandvagn avsedd för luftlandsättning.